# Auguste Le Breton
 (décembre 2023).
Si vous disposez d'ouvrages ou d'articles de référence ou si vous connaissez des sites web de qualité traitant du thème abordé ici, merci de compléter l'article en donnant les références utiles à sa vérifiabilité et en les liant à la section « Notes et références ».
Pour les articles homonymes, voir Le Breton.
Auguste Montfort, dit Le Breton, est un écrivain français né le 18 février 1913 à Lesneven et mort le 31 mai 1999 à Saint-Germain-en-Laye. Après une jeunesse mouvementée qui le voit fréquenter les voyous, il entame avec succès une carrière d'écrivain.
Il est entre autres célèbre pour avoir inventé le mot « rififi » et introduit celui de « verlan ». Auteur prolifique de romans policiers, il a aussi écrit des ouvrages sur l'argot. Plusieurs de ses romans ont fait l'objet d'une adaptation cinématographique en France, principalement dans les années 1950 et 1960.

## Biographie

### Jeunesse et premiers emplois
Son père Eugène Monfort (sans t médian) d'origine lorientaisequi est un acrobate et un clown, un auguste (d'où le prénom de son fils), meurt pendant la Première Guerre mondiale le 19 septembre 1914, disparu au combat, mort pour la France. Sa mère, Rosalie Gorel, décédée à Paris 2e le 9 juin 1970 (archives municipales de Rennes), « l'oublie » sur son parcours[pas clair]. Il devient pupille de la Nation, et de la ferme bretonne où il garde les vaches, on le conduit, à huit ans, dans un orphelinat de guerre. Épris de liberté et d'aventures, il s'en évade à onze ans, puis à douze, pour aller en Amérique combattre les Indiens. À quatorze ans, ces évasions lui valent d'être envoyé en maison de correction, alors véritable bagne pour enfants. Cette enfance et cette adolescence particulières, il les racontera dans Les Hauts Murs et La Loi des rues.
Ensuite il est couvreur, terrassier, fréquente aussi la pègre. Là, il noue de solides amitiés avec les voyous de Saint-Ouen, qui le baptisent « Le Breton ». Lorsque la guerre survient, puis l'Occupation, il fait le bookmaker, possède des parts dans des tripots et des restaurants, affronte parfois les gangsters de la Gestapo française. À la Libération, on lui attribue la Croix de guerre, mais non pas ce qu'il recherche : pouvoir pénétrer dans les orphelinats et maisons de correction, pour s'informer et voir. Il reprend alors ses activités de bookmaker clandestin. Il raconte cette biographie sous l'Occupation dans 2 sous d'amour.

### Débuts dans l'écriture
En 1947, il a 34 ans, sa fille Maryvonne naît. Il décide alors de tenir le serment qu'il s'était fait lorsqu'il dormait contre les grilles de métro, pour bénéficier de la chaleur : « Si un jour j'ai un enfant, j'écrirai la mienne, d'enfance, pour qu'il comprenne, pour qu'il reste humble et propre toute sa vie et devienne un homme ». Ce sera une fille, mais qu'importe. Il prend la plume pour raconter les années de maison de correction de sa jeunesse dans Les Hauts Murs, qu'il dédie à sa fille, Maryvonne.
Il écrit par la suite La Loi des rues, mais c'est Du rififi chez les hommes, édité à la Série noire, qui fait de lui une vedette du polar à la française. Son avocat d'alors lui suggère de déposer le mot « rififi ». Ce mot restera donc la propriété exclusive de son auteur. Le livre deviendra un film de Jules Dassin. Le manuscrit sera refusé par plusieurs éditeurs, avant finalement d'être accepté par Gallimard.
Dans le film Razzia sur la chnouf, il fait une apparition en tant que dirigeant de tripot, lorsque Jean Gabin vient chercher un transporteur de chnouf indélicat, calibre en main. Par la suite, le cinéma puisera énormément dans l'œuvre d'Auguste Le Breton (associé à des noms comme Michel Audiard, Albert Simonin, Frédéric Dard).

### Écrivain confirmé
S'enchaînent alors plus de 80 livres, dont certains seront portés à l'écran : les mythiques Razzia sur la chnouf, Du rififi chez les hommes, et le célèbre Clan des Siciliens. Ces films lui ont permis de côtoyer des monstres du cinéma français : des acteurs tels Gabin, Ventura, Delon, Hossein et des metteurs en scène comme Gilles Grangier, Henri Decoin et Henri Verneuil. Auguste Le Breton était moins à l’aise dans la fiction pure et dure. Il était surtout un excellent autobiographe et biographe, un excellent témoin de son époque et de son milieu. Il fait le tour du monde, ce qui lui permet de situer l'action de ces « Rififis » au Brésil, Mexique, Argentine, Canada, à New York, à Hong Kong. Il dira : « Je ne crois pas qu'on puisse situer un roman dans un pays où l'on n'a pas vécu. Un écrivain ne doit pas vivre sans quitter sa chaise, ou alors il ne sert à rien. »
Amoureux de sa Bretagne natale, il partage son temps entre la région parisienne et Brignogan. Il n'est pas rare de croiser ce « petit bonhomme », toujours coiffé d'un béret ou d'une casquette, emmitouflée dans une écharpe, à Lesneven pour ses achats de livres ou à Ploudaniel, où il a ses habitudes dans un restaurant. Le 3 juillet 1996, il inaugure la bibliothèque de Ploudaniel. Et trois ans plus tard, jour pour jour, le 3 juillet 1999, Maryvonne, sa fille, inaugure le bâtiment où se situe la bibliothèque, bâtiment qui devient l'espace Auguste le Breton.
En 1995, il écrit Monsieur Crabe, hommage à ceux et celles qui l'ont épaulé dans sa lutte contre un cancer de la gorge, dont il s'est sorti. Et à 85 ans, en 1998, il publie Du vent… et autres poèmes, révélant au public un autre aspect de son talent.
Auguste Le Breton passe les dernières années de sa vie au Vésinet, rue Pasteur. Il meurt d'un cancer du poumon à l'hôpital de Saint-Germain-en-Laye le 31 mai 1999 à l'âge de 86 ans. Il est enterré au cimetière du Vésinet.
Son livre Les Hauts Murs, est adapté à l'écran en 2008.

## Le Breton et l'argot
Auguste Le Breton est l'un des auteurs qui ont introduit l'argot, langue de la rue, en littérature.
Il rend ainsi hommage à ceux à qui il doit sa langue : « L'heure étant venue de dédier ce livre, je l'offre à mes involontaires professeurs d'argot, à tous ceux avec qui j'ai vécu : Aux élèves de l'Orphelinat de Guerre où j'ai poussé, aux Pupilles du Centre de Redressement où j'ai grandi, aux arsouilles des rues avec qui mes dix-huit ans ont souffert, ri, haï, aimé, volé… Puis aux ouvriers couvreurs, plombiers, briqueteurs, dépanneurs d'ascenseurs qui, tout en m'instruisant à leur façon, ont tendu vers mon adolescence sans espoir leurs amicales mains rudes[citation nécessaire]. »
Il l'enrichit d'ailleurs lui-même. Ainsi invente-t-il le mot « rififi » sur le quai de la Fosse, à Nantes, en 1942, terme dont il fera le titre de son œuvre majeure, Du rififi chez les hommes. Le mot entrera dans les dictionnaires et fera le tour du monde.
C'est également lui qui crée le terme « verlan », initialement sous la forme « verlen », en 1942 au Café de la Poste, à Paris, puis l'utilise dans son œuvre ultérieure :

« L'une d'elles jeta un coup de saveur sur une équipe de mirontons qui venaient de soulever la tenture bleue de l'entrée et murmura à sa pote : 
 « Te détranche pas, Lily, La Mondaine ... »
 Pour que les caves qui les serraient de trop près n'entravent pas, elle ajouta en verlen : 
 «Qu'est-ce qu'ils viennent tréfou les draupers à cette heure-ci ? Pourvu qu'ils fassent pas une flera. Ça serait le quetbou ; j'ai pas encore gnéga une nethu »

— Auguste Le Breton, Du rififi chez les hommes, Gallimard, 1953, p. 36

## Œuvre

### Romans

#### SérieRififi
- Du rififi chez les hommes, Gallimard, Série noire no 185, 1953 ; rééditions : Le Livre de poche no 2856, 1971 ; Carré noir no 221, 1976 ; Folio no 2414, 1992 ; Folio policier no 53, 1999
- Du rififi chez les femmes, Presses de la Cité, Un mystère no 354-354bis, 1957
- Du rififi à New York (Pour 20 milliards de diamants), Presses de la Cité, Un mystère no 642-643, 1962
- Du rififi au Proche-Orient (Le Pain, le sang et le sel), Presses de la Cité, Un mystère no 658-659, 1953
- Du rififi à Hambourg (Les Racketters), Presses de la Cité, coll. « Cavalcade », 1960 (sous le titre Les Racketters) ; Presses de la Cité, Un mystère no 683, 1963
- Du rififi au Mexique (Chez Cuanthemoc), Presses de la Cité, Un mystère no 686, 1963
- Du rififi à Barcelone (Toreros et truands), Presses de la Cité, Un mystère no 695, 1964
- Du rififi à Paname (Face au syndicat du crime), Plon, 1964
- Du rififi au Cambodge (Opium sur Angkor Vat), Plon, 1965
- Du rififi derrière le Rideau de Fer (Le Soleil de Prague), Plon, 1968
- Du rififi à Hong-Kong (Sociétés secrètes criminelles), Plon, 1968
- Du rififi au Brésil (Escadron de la mort), Plon, 1968
- Du rififi au Canada (Le Bouncer), Plon, 1969
- Du rififi en Argentine (Où souffle le Pampero), Plon, 1969

#### SérieL'As
- L'As des anti-gangs, Plon, Les Antigangs no 1, 1977
- L'As et « Belles Chaussures », Plon, Les Antigangs no 2, 1977
- L'As et le Casse du siècle, Plon, Les Antigangs no 3, 1977
- L'As et la Marquise, Plon, Les Antigangs no 4, 1977
- L'As et l'Ennemi public, Plon, Les Antigangs no 5, 1977
- L'As et les Terroristes, Plon, Les Antigangs no 6, 1978
- L'As au Sénégal, Plon, Les Antigangs no 7, 1978
- L'As et les Malfrats, Plon, Les Antigangs no 8, 1978

#### SérieBontemps de la Brigade anti-gangs [Le Masque]
- Paul Bontemps super-flic, Éditions du Masque, Brigade anti-gangs no 1, 1979
- Bontemps aux Bahamas, Éditions du Masque, Brigade anti-gangs no 2, 1979
- Bontemps et le Gang des postes, Éditions du Masque, Brigade anti-gangs no 3, 1979
- Bontemps et la Couronne de Russie, Éditions du Masque, Brigade anti-gangs no 4, 1980
- Bontemps et les Braqueurs du Louvre, Éditions du Masque, Brigade anti-gangs no 5, 1980
- Bontemps et le Navajo, Éditions du Masque, Brigade anti-gangs no 6, 1980
- Bontemps et les Loubards, Éditions du Masque, Brigade anti-gangs no 7, 1980

Série Bontemps de la Brigade anti-gangs [Media 1000]
- Bontemps en Amazonie, Média 1000, Brigade anti-gangs no 8, 1981
- Bontemps et le Corrompu, Média 1000, Brigade anti-gangs no 9, 1981
- Bontemps et l'Officier perdu, Média 1000, Brigade anti-gangs no 10, 1981

#### SérieBontemps de la Brigade anti-gangs [Presses de la Cité]
- Bontemps à New York, Presses de la Cité, Brigade anti-gangs no 1, 1981
- Bontemps et les Caïds, Presses de la Cité, Brigade anti-gangs no 2, 1982
- Bontemps à Hong-Kong, Presses de la Cité, Brigade anti-gangs no 3, 1982
- Bontemps et le Sadique, Presses de la Cité, Brigade anti-gangs no 4, 1982
- Bontemps et le Jeune Tueur, Presses de la Cité, Brigade anti-gangs no 5, 1982
- Bontemps et la Mine d'El Papayo, Presses de la Cité, Brigade anti-gangs no 6, 1983
- Bontemps contre les anti-gangs, Presses de la Cité, Brigade anti-gangs no 7, 1983
- Bontemps, le Juif et le criminel de guerre, Presses de la Cité, Brigade anti-gangs no 8, 1983
- Bontemps et la Chienne rouge, Presses de la Cité, Brigade anti-gangs no 9, 1983
- Bontemps et les Jack-pots, Presses de la Cité, Brigade anti-gangs no 10, 1984
- Bontemps et les Holdopeuses, Presses de la Cité, Brigade anti-gangs no 11, 1984
- Bontemps et la Balancette, Presses de la Cité, Brigade anti-gangs no 12, 1984
- Bontemps et les Indiens, Presses de la Cité, Brigade anti-gangs no 13, 1984
- Bontemps et l'Homme chat, Presses de la Cité, Brigade anti-gangs no 14, 1985
- Les Demoiselles du porno, Presses de la Cité, Brigade anti-gangs no 15, 1985
- Gentleman gangster, Presses de la Cité, Brigade anti-gangs no 16, 1985
- Le Cogneur, Presses de la Cité, Brigade anti-gangs no 17, 1986
- Chambre forte, Presses de la Cité, Brigade anti-gangs no 18, 1986

#### Série Yves Tréguier
- Les Hauts Murs (1954)
- Auguste Le Breton, La Loi des rues, iUniverse, 1999 (lire en ligne). 1re édition en 1955

#### Autres romans
- Razzia sur la chnouf , Gallimard, Série noire no 193, 1954 ; rééditions : Le Livre de poche no 3137, 1971 ; Carré noir no 223, 1976
- Le rouge est mis, Gallimard, Série noire no 213, 1954 ; rééditions : Le Livre de poche no 3197, 1971 ; Carré noir no 232, 1976
- Rafles sur la ville, Presses de la Cité, 1955
- Les Tricards, Presses de la Cité, 1958
- Les Maq's, Presses de la Cité, 1960
- Priez pour nous, Presses de la Cité, 1961
- Les Jeunes Voyous (1965)
- Brigades anti-gangs, Plon, 1965
- Le Clan des Siciliens, Plon, 1967
- Le Tueur à la lune, Plon, 1971
- Rouges étaient les émeraudes, Plon, 1971
- Les Bourlingueurs, Plon, 1972
- Les Pègriots, Plon/Robert Laffont, 1973 ; réédition Le Livre de poche no 5455, 1980
- Fortifs, Hachette, 1982
- Deux sous d'amour, Carrère, 1986
- Du Rebecca chez les aristos, Éditions du Rocher, 1991
- Le Bedeau, Éditions du Rocher, 1995

### Poésie
- Du vent… et autres poèmes, Plon, 1968

### Mémoires
- Ils ont dansé le rififi, Éditions du Rocher, 1991

### Biographie
- Malfrats and Co, Robert Laffont, 1971
- Monsieur Rififi (1976)
- La Môme Piaf, Hachette, 1980
- Deux sous d'amour (1986)
- Monsieur Crabe, Éditions du Rocher, 1995

### Autres publications
- Langue verte et noirs desseins, Presses de la Cité, 1960 ; réédition sous le titre L'Argot chez les vrais de vrai, Presses de la Cité, 1975 (illustré par Piem)
- Aventures sous les tropiques, Éditions Pygmalion, coll. Univers insolite, 1977
- Argotez, argotez, il en restera toujours quelque chose, Carrère, 1987 (illustré par Piem)

### Cinéma

#### Adaptations de son œuvre
- 1955 : Du rififi chez les hommes de Jules Dassin
- 1955 : Razzia sur la chnouf de Henri Decoin
- 1956 : La Loi des rues de Ralph Habib
- 1957 : Le rouge est mis de Gilles Grangier
- 1958 : Rafles sur la ville de Pierre Chenal
- 1959 : Du rififi chez les femmes de Alex Joffé
- 1963 : Rififi à Tokyo de Jacques Deray
- 1966 : Du rififi à Paname de Denys de la Patellière
- 1969 : Le Clan des Siciliens de Henri Verneuil
- 2008 : Les Hauts Murs de Christian Faure

#### Dialogues
- 1956: Bob le flambeur de Jean Pierre Melville

#### Acteur
- 1955: Razzia sur la chnouf de Henri Decoin